# Viaduc de la Vézère-Corrèze
Ne doit pas être confondu avec le viaduc de la Vézère de l'autoroute A20.
Le viaduc de la Vézère-Corrèze a été construit entre 2003 et 2005, à l'ouest de Brive-la-Gaillarde, pour permettre à l'autoroute A89 de franchir la Vézère et la Corrèze avant le raccordement de l'autoroute A89 sur l'autoroute A20.

## Descriptif
L'ouvrage est constitué de deux tabliers parallèles de type bipoutre mixte acier-béton.
Il franchit la Vézère et la Corrèze ainsi que la voie ferrée Brive-Limoges, les routes RD152, RD69 et RD70.
Les tabliers ont chacun une longueur totale de l'ordre de 1 000 mètres, ce qui situe l'ouvrage dans les quarante premiers les plus longs de France :
- tablier Nord : 1 002 mètres ;
- tablier Sud : 973 mètres

Portées des travées :
- tablier Nord : 43 m - 2x54m - 54 m - 58 m - 74,5 m - 105 m - 67,5 m - 6x50m - 65 m - 58 m - 54 m - 40 m
- tablier Sud : 43 m - 3x54m - 74,5 m - 105 m - 74,5 m - 5x54 m - 60 m -65 m - 2x54 m - 40 m

Largeur de chaque tablier : 10,97 mètres
Entraxe des poutres de chaque tablier : 6 mètres
Hauteur des poutres métalliques : variable entre 2,6 m et 5,3 m
Les fûts de pile sont de forme elliptique supportant des chevêtres métalliques en forme de V.

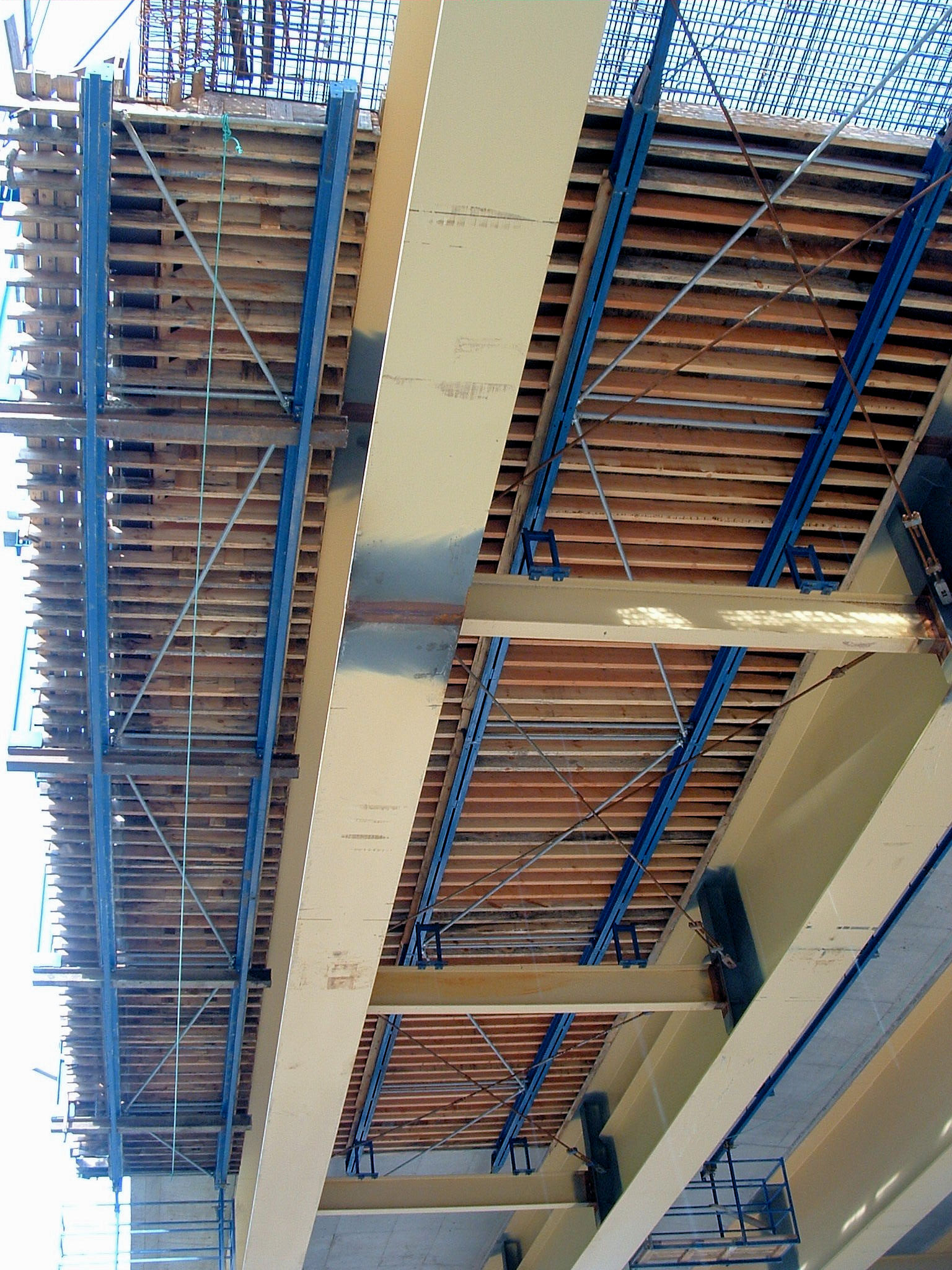
Viaduc de la Vézère-Corrèze - Equipage mobile du hourdis - Coffrage

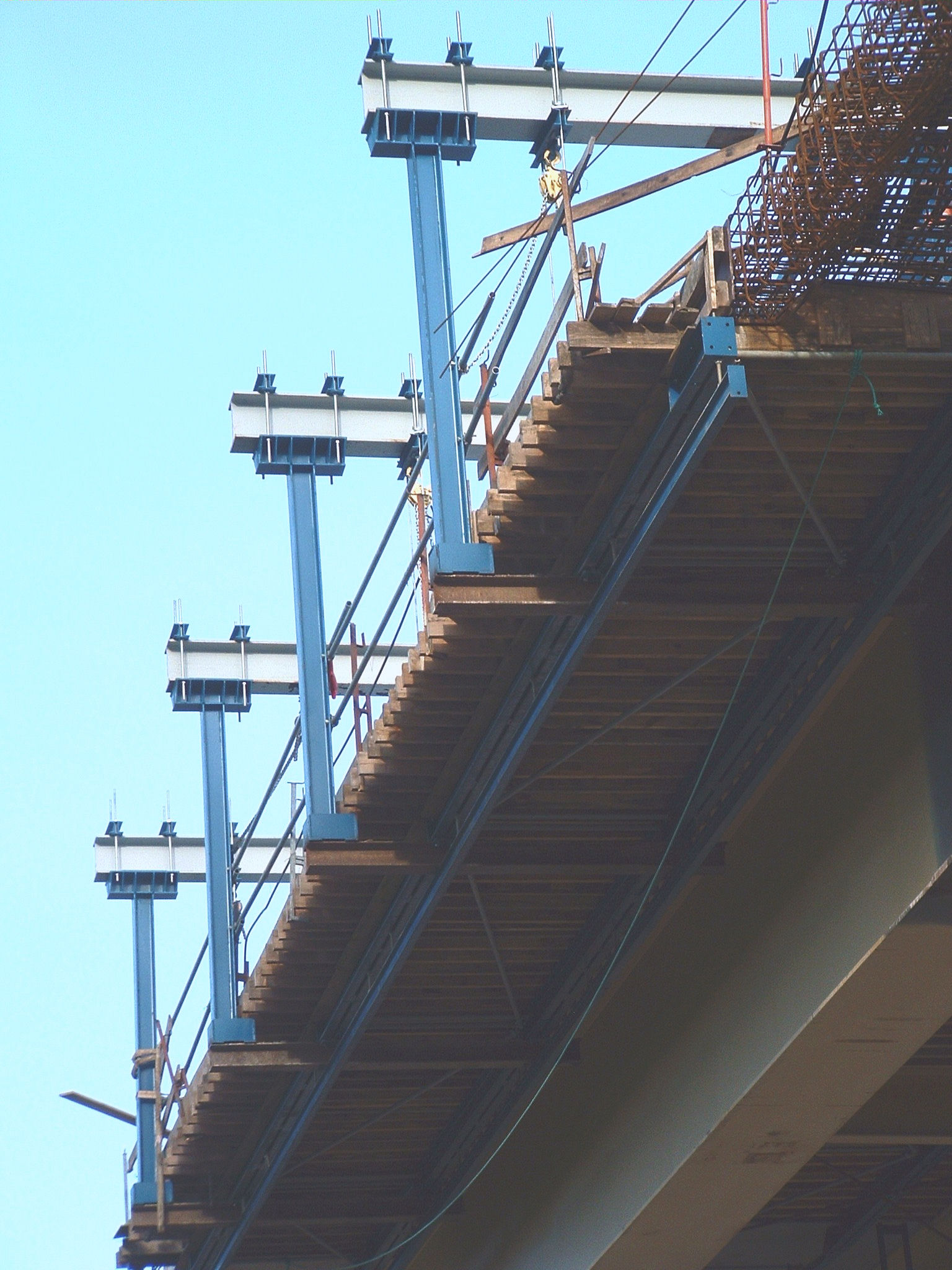
Viaduc de la Vézère-Corrèze - Equipage mobile du hourdis - Charpente

## Acteurs
- Maître d'ouvrage : Autoroutes du Sud de la France
- Maître d'œuvre  : Scetauroute
- Architecture : Beguin & Macchini
- Entreprise : Baudin-Châteauneuf